# ジョニー・ホートン

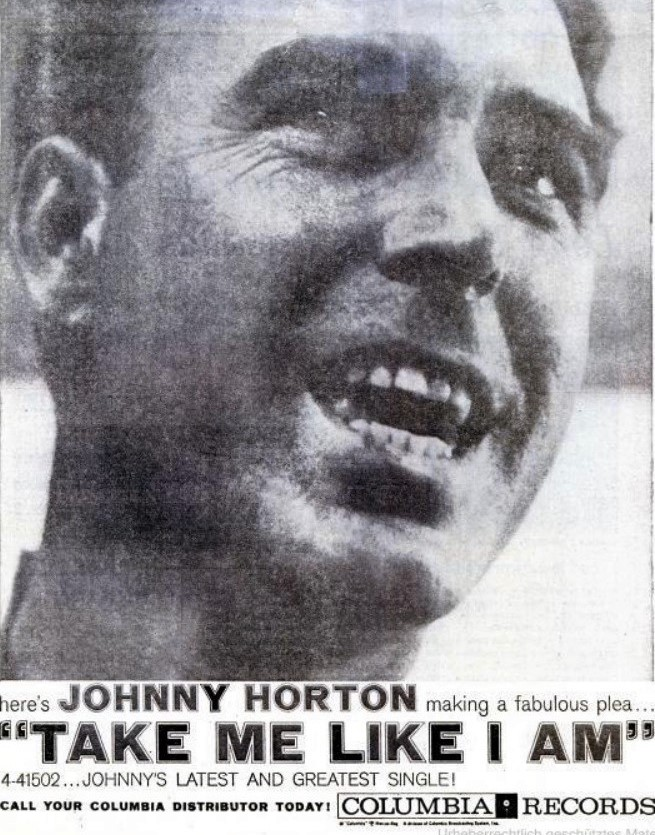
ジョニー・ホートンの「Take Me As I Am」ジャケット

ジョニー・ホートン（英語: John LaGale Horton、1925年4月30日-1960年11月5日）は、アメリカのカントリーミュージック、ホンキートンク、ロカビリーの歌手・ミュージシャンであった。

## 概要
ジョニー・ラゲイル・ホートンはアメリカ・ロサンジェルス生まれ。 1950年代から1960年代初頭にかけて、アメリカのカントリーミュージック、ホンキートンク、ロカビリーのシンガー兼ミュージシャンで、1959年のシングル以降、国際的なヒットとなった彼の代表的歌で最もよく知られている。ニューオーリンズの戦いを元にした「ニューオーリンズの戦い」（The Battle of New Orleans）は、1960年のグラミー賞のベスト・カントリー＆ウェスタン・レコーディングを受賞した。この曲は2001年にはアメリカレコード協会の「世紀の歌」でも333位に載せられた。彼の最初のナンバーワン・カントリーソングは1959年の「アラスカの春の時（それは40度以下）」（When It's Springtime in Alaska --- It's Forty Below）であった。
ホートンの音楽は通常、アメリカの歴史的なテーマと伝説に基づいたフォーク・バラードを含んでいた。彼は1960年にイギリス映画『ビスマルク号を撃沈せよ!』から着想を得た「ビスマルク号を沈めよ」（Sink the Bismark）と「北のアラスカへ」（North to Alaska）で成功を収めた。後者は、同名のジョン・ウェイン映画の主題歌として利用された。
ホートンは1960年11月、その名声のピークを迎え、突破口から2年も経たないうちに、テキサス州の交通事故で亡くなった。彼は「ロカビリーの殿堂」 および「ルイジアナ音楽の殿堂」（Louisiana Music Hall of Fame）に登録されている。

## 参照項目
- ロカビリー